# Questão da Ilha Tiriri
A Questão da Ilha Tiriri foi uma contenda jurídica do fim do século XIX travada entre a Companhia de Cimento Portland, sediada no Rio de Janeiro e então proprietária da Fábrica de Cimento Tiriri, e o governo do estado da Paraíba. Em tal disputa, a companhia cimenteira reivindicava indenização financeira refente ao acervo entregue ao estado com a desativação de sua fábrica na ilha, que durante apenas três meses em 1892 produziu toneladas de cimento utilizando uma estrutura arrojada para a época.
As ruínas da fábrica Tiriri ainda se encontram na referida ilha, que é de propriedade particular e requer permissão para visitação. O acesso pode ser feito por barco a partir da Praia do Jacaré ou via BR-101 passando por Livramento, distrito do município de Santa Rita, litoral paraibano.

## Histórico

### Antecedentes
Em 1890, o português Antônio Varandas de Carvalho andava por Tiriri acompanhado do inglês Jordan Stuart quando decidiram parar um pouco para descansar. Nesse momento, perceberam que a lama acumulada nos varapaus em que se apoiavam para vadear o manguezal secava com certa rapidez e apresentava consistência e qualidade de boa argamassa.
Foi a partir dessa observação que a ilha foi escolhida posteriormente como área ideal para a instalação de uma produção industrial de cimento, tendo sido, portanto, a primeira tentativa de implantar uma fábrica de cimento da América do Sul, cujo ano é 1892. A iniciativa deveu-se também ao fato de haver próximo a capital do estado outra grande reserva calcária e de esta ser também de ótima qualidade.

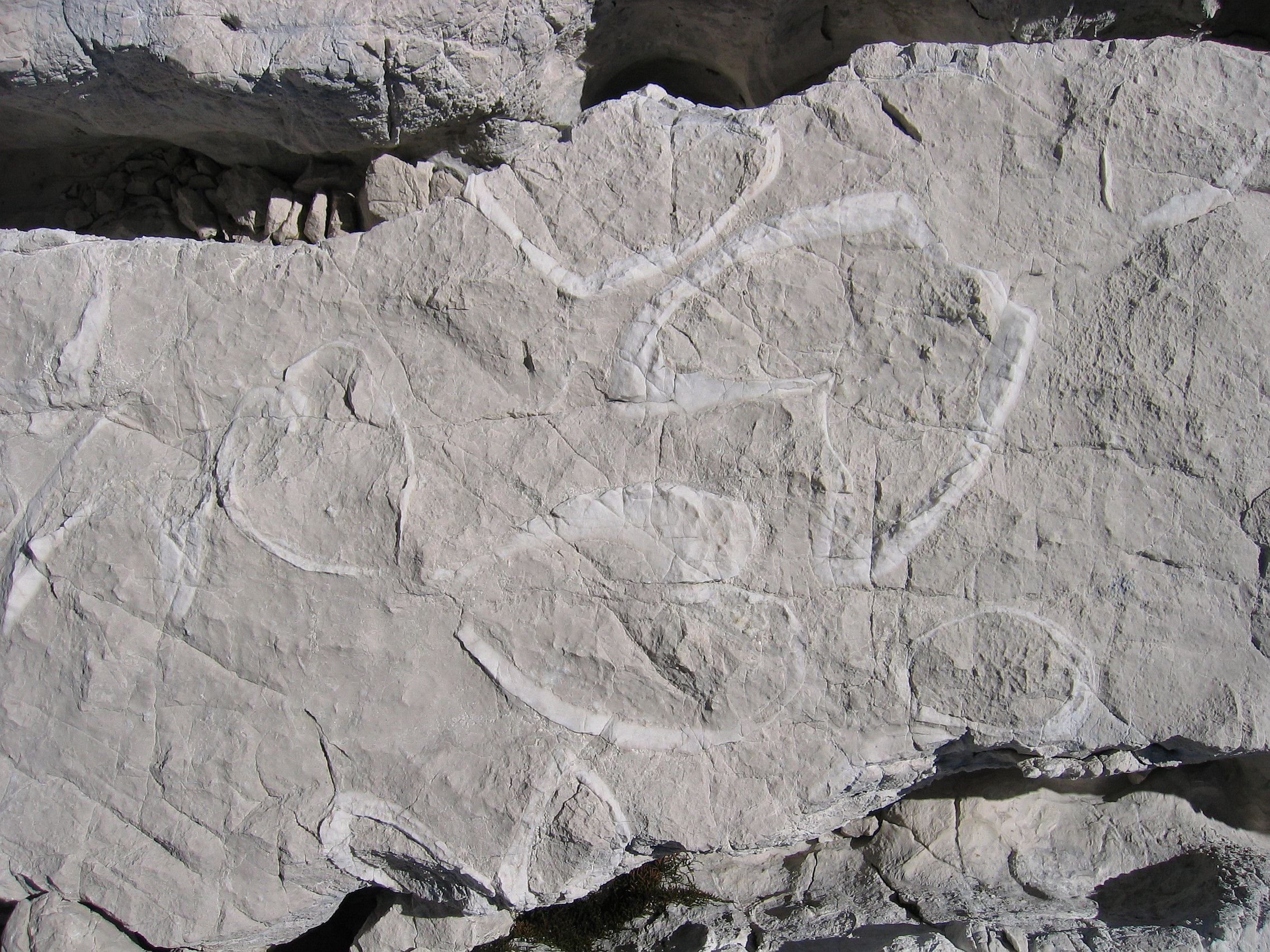
Pedra calcária com algumas incrustações de conchas marinhas.

### Falência e reivindicação posterior
Entretanto, tal produção durou apenas três meses, fracasso que alguns peritos atribuíram não à qualidade do produto mas à distância dos grandes centros consumidores, assim como à pequena escala de produção do empreendimento. Outras fontes atribuem a provável causa do abandono da fábrica à impossibilidade de concorrer com o cimento importado, pelo alto custo de produção de Tiriri, que produzia em pequena escala para exportar para mercados muito distantes da zona de produção. Outras possíveis razões seriam a falta de entrosamento entre financiadores e a administração do empreendimento ou ainda a flagrante campanha de desmoralização do produto nacional desencadeada pelos importadores de cimento da época.
Sobre o pioneirismo e a fugacidade da fábrica de Tiriri, na Revista do serviço público, Volume 13 lê-se:
(...) no estado da Paraíba foi, em 1892, inaugurada na Ilha de Tiriri uma fábrica de cimento que suspendeu, porém, dentro de três meses o seu funcionamento.
Após o fechamento da fábrica de Tiriri, a Companhia Industrial de Cimento Portland reivindicou a importância de 2.760 contos de réis do Estado da Paraíba, que seria o valor relativo ao acervo entregue ao estado com a desativação de sua fábrica da ilha, que compreendia cinco grandes edifícios e outras construções, maquinário adquirido da Europa (ferramentas e bens de produção), além de lucros cessantes e do domínio útil da ilha. Com o abandono das instalações, veio a depredação pelos moradores das cercanias, que levaram consigo caldeiras, telhas, tijolos, portas das construções, entre outros bens materiais pertentes à Portland.